# 科拉爾灣

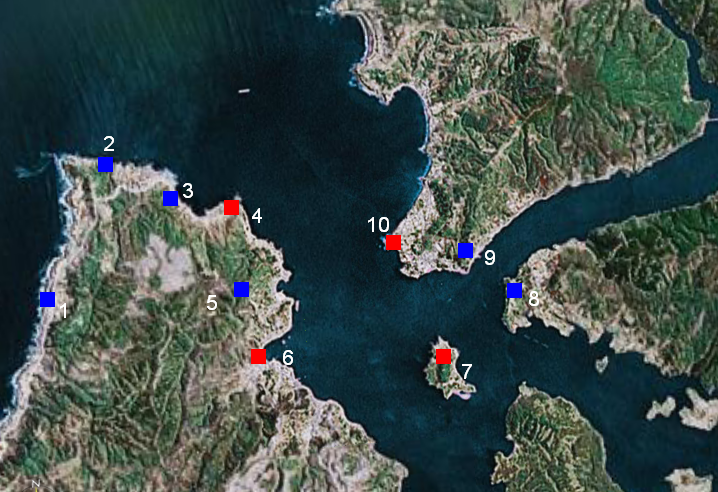

科拉爾灣是智利的海灣，位於該國南部瓦爾迪維亞河口，屬於太平洋的一部分，寬5.5公里，每年不少貿易、交通和捕魚船隻經過該海灣，主要城鎮有科拉爾。

## 外部連結
- Satellite image of Corral Bay （页面存档备份，存于）

39°51′00″S 73°25′30″W / 39.85°S 73.425°W